# Rupert Hughes
Rupert Hughes, nato Rupert Raleigh Hughes (Lancaster, 31 gennaio 1872 – Hollywood, 9 settembre 1956), è stato uno scrittore, sceneggiatore, regista, compositore e militare statunitense.

## Opere
- Il Natale cooperativo del colonnello Crockett, Mattioli 1885, Fidenza 2018 traduzione di Livio Crescenzi ISBN 978-88-6261-670-6

## Filmografia

### Sceneggiatore
- The Deaf Mute, regia di Allen Ramsey (1913)
- His Wife and His Work, regia di Ulysses Davis - cortometraggio (1914)
- The Man That Might Have Been, regia di William Humphrey - cortometraggio (1914)
- Out of the Ruins, regia di Ashley Miller - cortometraggio (1915)
- All for a Girl, regia di Roy Applegate - cortometraggio (1915)
- The Bigger Man, regia di John W. Noble (1915)
- The Danger Signal, regia di Walter Edwin (1915)
- Graft, regia di George Lessey, Richard Stanton - serial (1915)
- Excuse Me, regia di Henry W. Savage (1915)
- What Will People Say?, regia di Alice Guy (1916)
- Gloria's Romance, regia di Walter Edwin, Campbell Gollan - serial (1916)
- The Old Folks at Home
- His Mother's Boy, regia di Victor L. Schertzinger (1917)
- The Ghosts of Yesterday, regia di Charles Miller (1918)
- Empty Pockets, regia di Herbert Brenon (1918)
- We Can't Have Everything, regia di Cecil B. DeMille (1918)
- The Thirteenth Commandment, regia di Robert G. Vignola - romanzo (1920)
- Hold Your Horses, regia di E. Mason Hopper - soggetto[1] (1921)
- Dangerous Curve Ahead, regia di E. Mason Hopper (1921)
- Money Talks, regia di Archie Mayo (1926)
- Ladies' Man, regia di Lothar Mendes - romanzo (1931)